# Арбіт Семен Михайлович

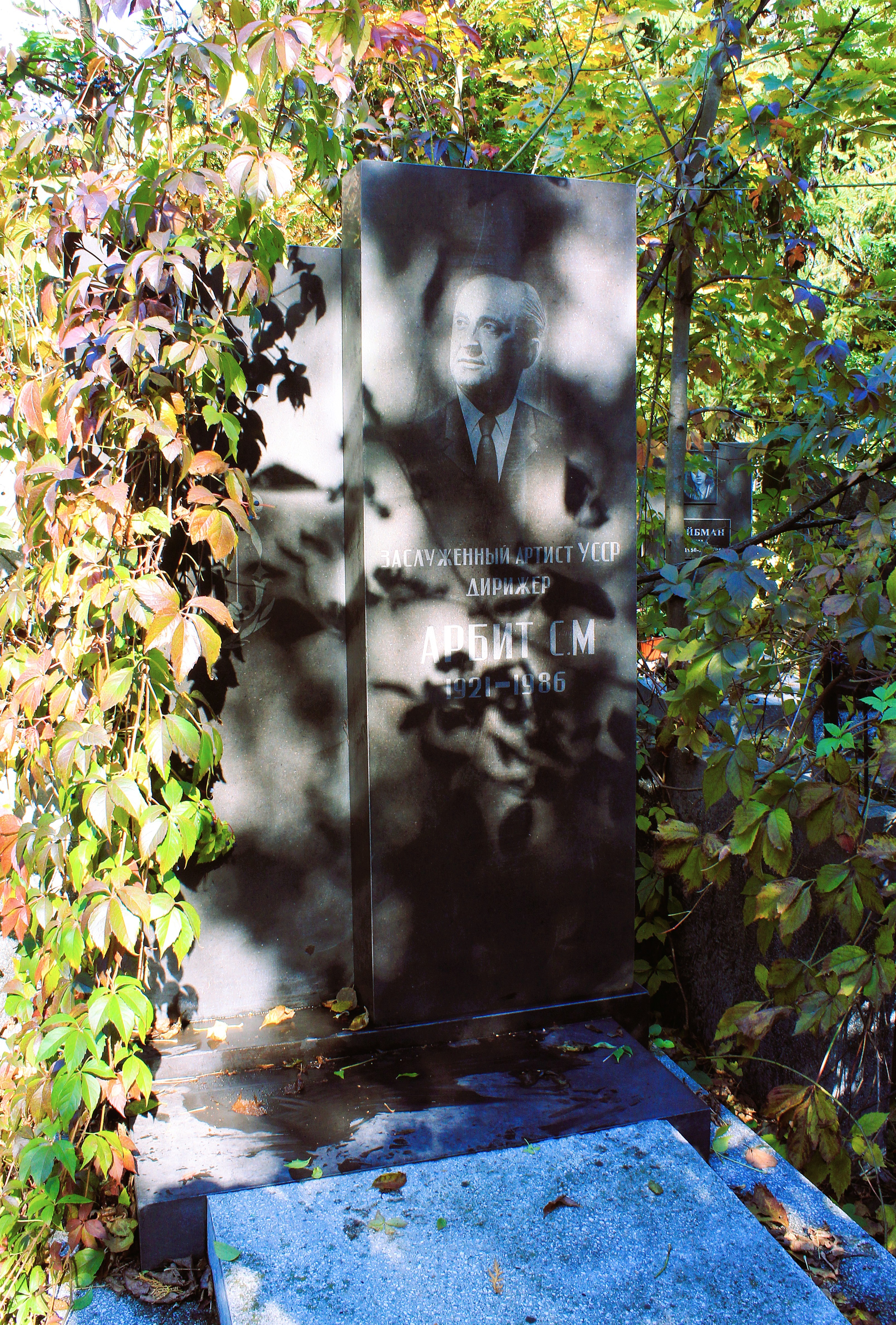
Пам'ятник на могилі диригента Семена Арбіта.

Семен Михайлович Арбіт (23 липня 1921, Акерман (нині Білгород-Дністровський), Одеська область) — 11 серпня 1986, Львів) — український радянський оперний диригент, педагог. 3аслужений артист УРСР (1972). Дипломант І ступеня низки республіканських конкурсів.

## Життєпис
Закінчив 1951 року диригентський факультет Львівської консерваторії (клас Ісаака Паїна). 1948–52 — хормейстер (з 1949 — головний), 1953–58 та з 1960 — диригент Львівського, 1958–60 — Челябінського театрів опери і балету.
З 1960 року — викладач Львівської консерваторії, 1951–71 — організатор та керівник народного самодіяльного симфонічного оркестру Львівського політехнічного інституту (8 золотих медалей на всесоюзних та республіканських оглядах).
Здійснив близько 50 постановок, поміж яких: балети «Маруся Богуславка» Анатолія Свєчнікова (1953), «Орися» Анатолія Кос-Анатольського (1964, прем'єра), «Стежкою грому» та «Сім красунь» Кари Караєва, «Легенда про любов» Аріфа Мелікова (усі — 1963), «Спартак» Арама Хачатуряна (1965), «Три мушкетери» Веніаміна Баснера (1966), опери «Відроджений травень» Віталія Губаренка (1975) тощо. Семен Арбіт — автор симфонічної партитури на музику творів Й. Штрауса («Великий вальс», балетм. Микола Трегубов, 1978).
Гастролював у Києві, Тбілісі, Баку та ін. містах. Автор оригінальних редакцій балетних вистав «Антоній і Клеопатра» Едуарад Лазарєва, «Есмеральда» Ц. Пуні тощо. Останньою виставою було «Лебедине озеро» Петра Чайковського (хореог. Г. Ісупова, 1985).
Похований на єврейській частині Янівського цвинтаря.

## Літературні твори
- Двадцять років тому: музичний театр // Музика. — 1986. — № 2.